# Adriana de Oliveira Melo
Adriana Suely de Oliveira Melo é médica obstetra paraibana, especialista em saúde materno-infantil, reconhecida como uma das primeiras profissionais de saúde a identificar, em novembro de 2015, a relação entre o vírus da zika e o crescente número de fetos com má formação cerebral - episódio que ficou conhecido posteriormente como uma epidemia de microcefalia. Durante sua rotina de atendimento médico à gestantes na cidade de Campina Grande, localizada no sertão paraibano, a médica percebeu que mulheres contaminadas pela Zika no primeiro trimestre de gestação geravam bebês com microcefalia. A partir deste indício, foram realizadas pesquisas científicas por pesquisadores da Fundação Oswaldo Cruz (Fiocruz) que constataram a presença do vírus da zika no líquido amniótico de duas grávidas, cujos fetos desenvolveram microcefalia. Esta descoberta foi anunciada em artigo científico, publicado na revista Lancet em janeiro de 2016.
Atualmente, também atua como presidente do Instituto de Pesquisa Professor Joaquim Amorim Neto (Ipesq), uma organização civil  sem fins lucrativos, de caráter filantrópico, fundada em 2008 em Campina Grande, Paraíba. A instituição associa o atendimento integral aos pacientes e seus familiares à promoção de pesquisa científica sobre as consequências de longo prazo em crianças de microcefalia e síndrome congênita da Zika. Sua equipe interdisciplinar adota a metodologia de pesquisa-ação visando melhorar a compreensão da doença assim como aprimorar o atendimento às necessidades dos pacientes e seus familiares. No campo da assistência, oferece acompanhamento integral às necessidades de pacientes e suas famílias com fisioterapeutas, neuropediatras, pediatra, fonoaudiólogos entre outros - o que viabiliza uma visão integral de cada caso e a definição de condutas. Segundo entrevista publicada no jornal O Globo, até a sua inauguração, cerca de 125 crianças eram atendidas, mas a tendência é que o número aumente por conta da demanda de paciente de outras cidades.

## Formação
Graduada em Medicina pela Universidade Federal de Campina Grande, Paraíba (1994), possui residência médica em Ginecologia e Obstetrícia pelo Hospital Agamenon Magalhães, Recife, Pernambuco (1996), Mestre em Saúde Coletiva pela Universidade Estadual da Paraíba (UEPB) (2006), Doutora em em Tocoginecologia pela Universidade Estadual de Campinas (Unicamp) (2012) e Doutora em Saúde Materno Infantil pelo Instituto de Medicina Integral Professor Fernando Figueira (IMIP), Recife - PE (2012) e Pós-doutorado em Saúde da Mulher pelo Instituto de Medicina Integral Professor Fernando Figueira (IMIP), Recife, Pernambuco (2014). Especialista em Ginecologia e Obstetrícia, em Ultrassonografia em Ginecologia e Obstetrícia e em Medicina Fetal.

## Pesquisas
Segundo seu currículo Lattes, atualmente desenvolve a pesquisa "Fatores associados a Sindrome de Zika Congênita: estudo de coorte", iniciada em novembro de 2015.
Entre seus principais trabalhos científicos disponíveis no PubMed, destacam-se:
1. "Congenital Zika Virus Infection: Beyond Neonatal Microcephaly" (2016): Este estudo ampliou a compreensão sobre as manifestações da infecção congênita pelo vírus Zika, indo além da microcefalia neonatal e identificando outras anomalias cerebrais associadas.
2. "Congenital Brain Abnormalities and Zika Virus: What the Radiologist Can Expect to See Pre- and Postnatally" (2016): Este artigo fornece uma visão abrangente sobre as anomalias cerebrais congênitas relacionadas ao vírus Zika, orientando radiologistas sobre os achados esperados em exames pré e pós-natais.
3. "Risk Factors for Pregnancy in Adolescence in a Teaching Maternity in Paraíba, Brazil: A Case-Control Study" (2009): Este estudo identificou fatores associados à gestação na adolescência em uma maternidade de ensino no nordeste do Brasil, contribuindo para estratégias de prevenção e intervenção.
4. pubmed.ncbi.nlm.nih.gov"Association Between Maternal Physical Activity, Gestational Weight Gain and Birth Weight in a Cohort of 118 Pregnant Women in Campina Grande, Northeast of Brazil" (2009): Este trabalho investigou a relação entre atividade física materna, ganho de peso gestacional e peso ao nascer, fornecendo insights valiosos para orientações pré-natais.
5. "Morphological and Functional Cardiac Alterations in Children with Congenital Zika Syndrome and Severe Neurological Deficits" (2022): Este estudo explorou as alterações cardíacas morfológicas e funcionais em crianças com síndrome congênita do Zika e déficits neurológicos severos, ampliando o entendimento sobre as complicações associadas à infecção congênita pelo Zika.

## Reconhecimentos e prêmios
- 2016 - Moore Award, American Association of Neuopathologists. Melhor trabalho clinico-Patologico sobre Zika congênita, American Association of Neuopathologists[6]
- 2016 - Prêmio Walter Schmidt de Medicina, Fanem[7]
- 2016 - Trip Transformadores 2016, Revista Trip[8]
- 2016 - Medalha Epitácio Pessoa, concedida pela Assembleia Legislativa da Paraíba, em 26 de fevereiro de 2016.[9]
- 2016 - Vencedora do Prêmio Claudia 2016[10]
- 2016 - Prêmio Faz Diferença, O Globo (em parceria com Celina Turchi, pesquisadora da Fiocruz)[11]